# Cadena de transmisión

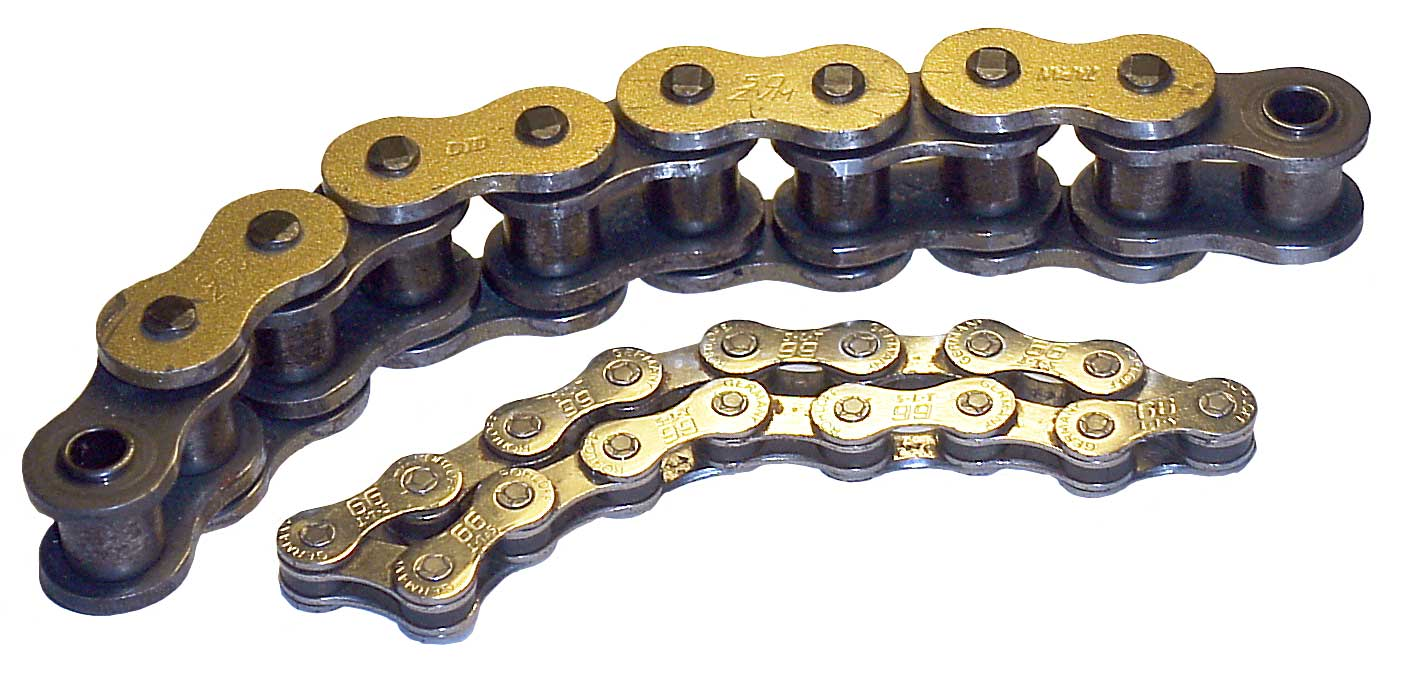
Cadenas de eslabones planos enlazados mediante pernos, habitualmente usadas en motos y bicicletas.

En mecánica, la cadena de transmisión es un elemento de máquina que sirve para transmitir el movimiento de arrastre de fuerza entre ruedas dentadas.

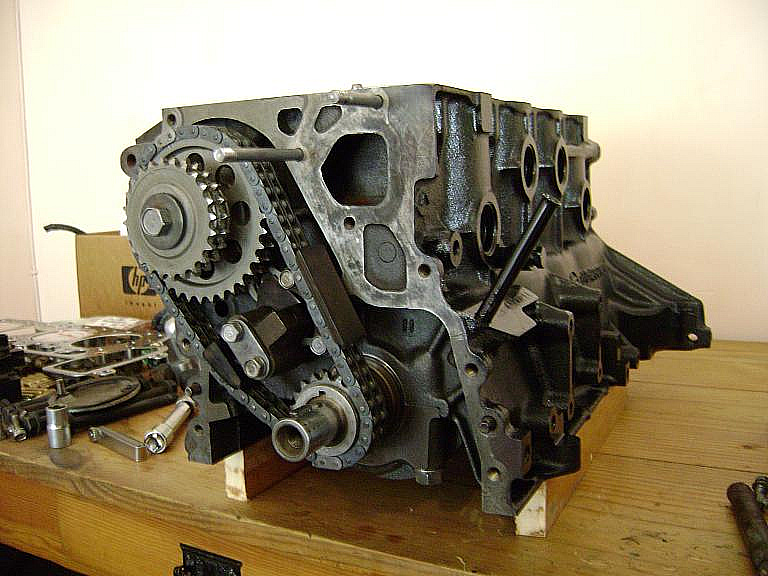
Cadena de distribución en un motor OHV Toyota.

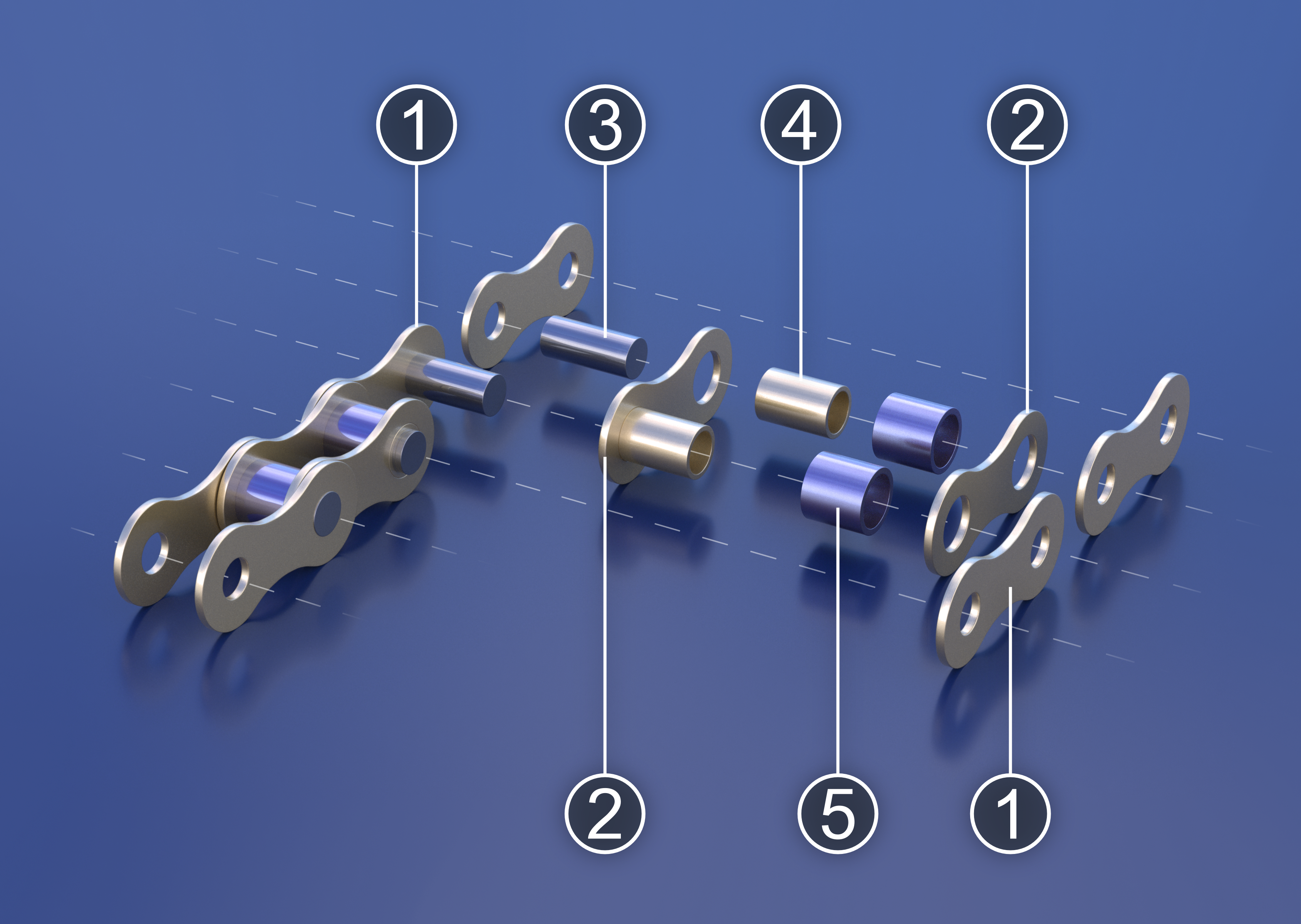
Descomposición de una cadena.

## Historia
Aunque se atribuye la invención de la cadena de rodillos a Hans Renold en 1880, hay algunos bocetos de Leonardo da Vinci del siglo XVI que ya muestran una cadena con un rodamiento de rodillos.
De hecho en 1829 fue presentada una patente por el artista grabador e inventor francés André Galle (1761-1844), que puso en marcha una industrialización a pequeña escala. En muchos libros técnicos en francés de finales del siglo XIX y principios del XX las cadenas de rodillo tipo motocicleta o bicicleta se llaman «cadena Galle» (chaine Galle).

## Aplicaciones
- Transmitir el movimiento de los pedales a la rueda en las bicicletas o del cambio a la rueda trasera en las motos.
- En los motores de 4 tiempos, para transmitir movimiento de un mecanismo a otro. Por ejemplo del cigüeñal al árbol de levas, o del cigüeñal a la bomba de lubricación del motor.

Hay algunos modelos de motos que usa un cardán para transmitir el movimiento a las ruedas. Sin embargo, el sistema de cadena da una cierta elasticidad que ayuda a iniciar el movimiento, sobre todo en cuestas. Su inconveniente es que se puede enganchar y es más débil que un cardan.
Existe un dispositivo llamado falcon utilizado para absorber parte de la vibración de la cadena lo que impide la fragmentación de algún eslabón.
También hay sistemas hidráulicos o por correa.
En los motores de ciclo Otto de 4 tiempos se usan cadenas para el árbol de levas desde hace mucho tiempo, sobre todo desde la aparición de los motores SOHC y DOHC por su mayor silencio y menor coste que los piñones de distribución. Las correas dentadas sin embargo han ido ganado terreno para esta función. 
Cada vez se tiende más a sustituir la cadena del árbol de levas por una correa ya que hace menos ruidoso el motor. A cambio, hay que sustituir la correa con más frecuencia que una cadena y consume un poco más de potencia del motor. La cadena de distribución, siempre que su engrase y su mecanismo tensor funcionen correctamente, dura lo que dura el motor.

## Ecuaciones que describen su movimiento

Animación del funcionamiento de una cadena de transmisión en movimiento.

| Símbolo           | Nombre            | Unidad |
| ----------------- | ----------------- | ------ |
| {\displaystyle Z} | Número de dientes |        |
| {\displaystyle w} | Velocidad angular | rpm    |